# Christof Dejaegher
Christof Marcel Roger Dejaegher (Poperinge, 22 augustus 1973) is een Belgische politicus voor CD&V. Hij is burgemeester van de stad Poperinge.

## Biografie
Dejaegher ging naar de middelbare school in Poperinge en volgde er Latijn-Grieks. Daarna ging hij rechten studeren aan het Kulak te Kortrijk en de Katholieke Universiteit Leuven. Hij is advocaat van beroep.
Hij was gedurende enkele jaren kabinetsmedewerker bij Yves Leterme. Hij ging in Poperinge in de gemeentepolitiek en werd in 2001 schepen van cultuur, onderwijs, jeugd, informatie en patrimonium. Sinds 2005 is hij burgemeester, toen hij Henri d'Udekem d'Acoz opvolgde. Het meest zichtbare in de huidige bestuursperiode is de renovatie en heraanleg (2010-2011) van de Grote Markt van Poperinge. Eerder had men gekozen voor de bouw van een ondergrondse parking, maar dat plan werd afgevoerd omwille van de meerkost.
Hij is tevens voorzitter van de gemeenteraad van Poperinge en bestuurt de stad in een coalitie met de plaatselijke partij Samen. Dejaegher is tevens provincieraadslid in West-Vlaanderen en sedert 2018 voorzitter van de provincieraad.
Bij koninklijk besluit van 30 oktober 2018 werd Dejaegher benoemd tot Ridder in de Leopoldsorde.